# ستيفانو فانزينا
ستيفانو فانزينا (بالإيطالية: Steno )‏ (و. 1915 – 1988 م) هو مخرج أفلام، وكاتب سيناريو إيطالي، ولد في روما، توفي في روما، عن عمر يناهز 73 عاماً.

## التعليم
تعلم في المركز التجريبي للتصوير السينمائي ‏.

## وصلات خارجية
- ستيفانو فانزينا على موقع IMDb (الإنجليزية)
- ستيفانو فانزينا على موقع ألو سيني (الفرنسية)
- ستيفانو فانزينا على موقع أول موفي (الإنجليزية)
- ستيفانو فانزينا على موقع قاعدة بيانات الأفلام السويدية (السويدية)
- ستيفانو فانزينا على موقع قاعدة بيانات الفيلم (الإنجليزية)
- ستيفانو فانزينا على موقع كينوبويسك (الروسية)